# آندره د مونتبارد
آندره د مونتبارد (به انگلیسی: André de Montbard) پنجمین استاد بزرگ شوالیه‌های معبد از ۱۱۵۳ تا ۱۱۵۶ بود.

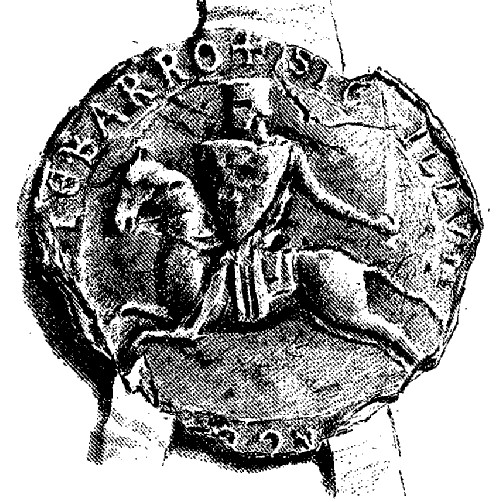
مُهر آندره د مونتبارد